# دالبي
دالبي هي بلدة، في أستراليا، تقع في كوينزلاند، هي عاصمة Western Downs Region ‏، بلغ عدد سكانها 12,719 نسمة وذلك حسب إحصائيات سنة 2016، رمزها البريدي هو 4405.

## المناخ
يظهر الجدول التالي التغييرات المناخية على مدار السنة لدالبي:
| البيانات المناخية لـدالبي         | البيانات المناخية لـدالبي | البيانات المناخية لـدالبي | البيانات المناخية لـدالبي | البيانات المناخية لـدالبي | البيانات المناخية لـدالبي | البيانات المناخية لـدالبي | البيانات المناخية لـدالبي | البيانات المناخية لـدالبي | البيانات المناخية لـدالبي | البيانات المناخية لـدالبي | البيانات المناخية لـدالبي | البيانات المناخية لـدالبي | البيانات المناخية لـدالبي |
| الشهر                             | يناير                     | فبراير                    | مارس                      | أبريل                     | مايو                      | يونيو                     | يوليو                     | أغسطس                     | سبتمبر                    | أكتوبر                    | نوفمبر                    | ديسمبر                    | المعدل السنوي             |
| --------------------------------- | ------------------------- | ------------------------- | ------------------------- | ------------------------- | ------------------------- | ------------------------- | ------------------------- | ------------------------- | ------------------------- | ------------------------- | ------------------------- | ------------------------- | ------------------------- |
| الدرجة القصوى °م (°ف)             | 44.9 (112.8)              | 41.1 (106.0)              | 41.6 (106.9)              | 36.1 (97.0)               | 32.1 (89.8)               | 30.6 (87.1)               | 27.9 (82.2)               | 32.2 (90.0)               | 35.8 (96.4)               | 39.4 (102.9)              | 41.1 (106.0)              | 45.6 (114.1)              | 45.6 (114.1)              |
| متوسط درجة الحرارة الكبرى °م (°ف) | 32.0 (89.6)               | 31.2 (88.2)               | 29.7 (85.5)               | 26.6 (79.9)               | 22.6 (72.7)               | 19.4 (66.9)               | 18.7 (65.7)               | 20.8 (69.4)               | 24.2 (75.6)               | 27.6 (81.7)               | 30.4 (86.7)               | 31.8 (89.2)               | 26.3 (79.3)               |
| متوسط درجة الحرارة الصغرى °م (°ف) | 18.5 (65.3)               | 18.2 (64.8)               | 16.4 (61.5)               | 12.4 (54.3)               | 8.2 (46.8)                | 5.4 (41.7)                | 4.1 (39.4)                | 5.2 (41.4)                | 8.4 (47.1)                | 12.6 (54.7)               | 15.6 (60.1)               | 17.6 (63.7)               | 11.9 (53.4)               |
| أدنى درجة حرارة °م (°ف)           | 8.1 (46.6)                | 8.9 (48.0)                | 3.9 (39.0)                | 0.6 (33.1)                | −2.2 (28.0)               | −6.1 (21.0)               | −7.2 (19.0)               | −5.4 (22.3)               | −3.9 (25.0)               | −3.3 (26.1)               | 4.4 (39.9)                | 5.0 (41.0)                | −7.2 (19.0)               |
| معدل هطول الأمطار مم (إنش)        | 88.0 (3.46)               | 76.6 (3.02)               | 68.4 (2.69)               | 40.9 (1.61)               | 35.2 (1.39)               | 39.3 (1.55)               | 40.1 (1.58)               | 28.7 (1.13)               | 36.8 (1.45)               | 58.5 (2.30)               | 74.5 (2.93)               | 95.5 (3.76)               | 682.5 (26.87)             |
| متوسط الأيام الممطرة (≥ 0.2mm)    | 8.0                       | 6.7                       | 6.3                       | 4.4                       | 4.5                       | 5.1                       | 5.0                       | 4.3                       | 4.8                       | 6.5                       | 6.9                       | 8.2                       | 70.7                      |
| متوسط الرطوبة النسبية (%)         | 43                        | 45                        | 45                        | 43                        | 46                        | 49                        | 46                        | 41                        | 38                        | 39                        | 38                        | 40                        | 43                        |
| المصدر: Bureau of Meteorology     |                           |                           |                           |                           |                           |                           |                           |                           |                           |                           |                           |                           |                           |

## أعلام
- إدي تومسون
- جون جيسوب
- أندرو مكغاهان
- ديفيد راسيل
- ديفيد غليسون
- مارجو روبي
- تشارلز راسيل